# 肌肉骨骼系统
人体肌肉骨骼系统或肌肉骨骼系统，简称肌骨系统（英語：Human musculoskeletal system，也作，曾称）是一种器官系统，通过为人体提供结构、支撑、稳定、与运动的能力使肌肉与骨骼系统得到运用。